# Porphyrio poliocephalus

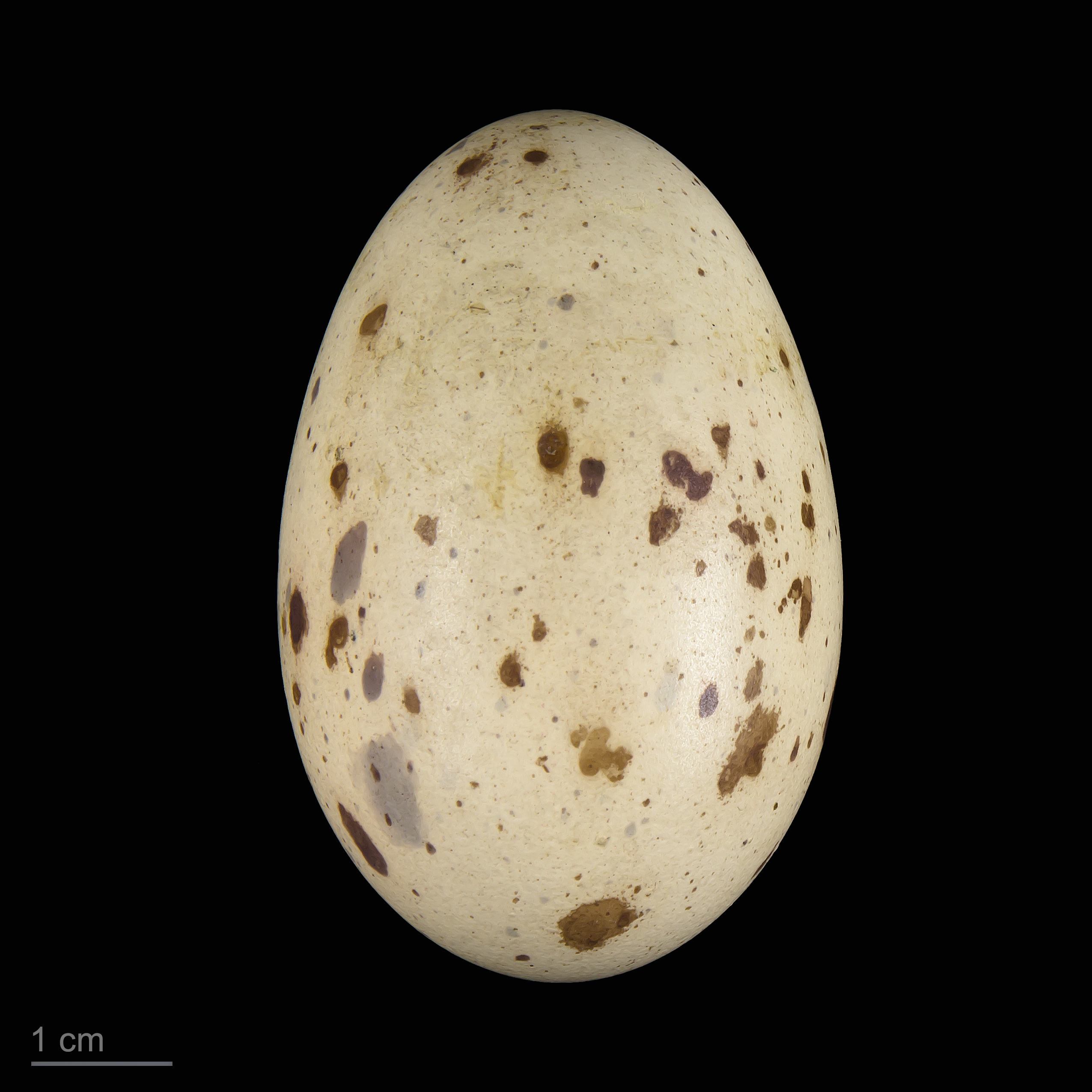
Porphyrio poliocephalus

Il pollo sultano testagrigia (Porphyrio poliocephalus (Latham, 1801)) è un uccello della famiglia dei Rallidi.

## Distribuzione e habitat
La specie ha un ampio areale che si estende dal Medio Oriente attraverso il subcontinente indiano sino alla Cina meridionale e all'Indocina, comprendendo le isole Andamane e Nicobare.

## Tassonomia
Questo uccello in passato era inquadrato come sottospecie di Porphyrio porphyrio (P. porphyrio poliocephalus) ed è stato successivamente elevato al rango di specie a sé stante.
Sono note le seguenti sottospecie:
- Porphyrio poliocephalus poliocephalus (Latham, 1801)

- Porphyrio poliocephalus seistanicus Zarudny & Härms, 1911

- Porphyrio poliocephalus viridis Begbie, 1834